# Jordan Lefort
Jordan Lefort (* 9. August 1993 in Champigny-sur-Marne) ist ein französischer Fußballspieler.

## Karriere
Lefort begann seine Laufbahn in den zweiten Mannschaften von Racing Straßburg und dem SC Amiens, bei dem er zur Spielzeit 2013/14 in den erweiterten Kader der ersten Mannschaft befördert wurde. Am 20. Dezember 2013, dem 16. Spieltag, gab er beim 0:2 gegen den Gazélec FC Ajaccio sein Debüt in der drittklassigen National (D3). Dies blieb sein einziger Ligaeinsatz für die erste Mannschaft in dieser Saison. 2014/15 spielte er elfmal in der dritthöchsten französischen Spielklasse, 2015/16 kam er 13-mal zum Einsatz. Die Mannschaft beendete die Spielzeit auf dem dritten Rang und stieg somit in die zweitklassige Ligue 2 auf. Lefort debütierte in der zweiten Liga Frankreichs am 1. August 2016 (1. Spieltag), als er beim 1:1 gegen Stade Reims in der Startelf stand. Er avancierte zum Stammspieler und absolvierte bis Saisonende 27 Ligapartien, wobei er ein Tor erzielte. Der Liganeuling erreichte schlussendlich als Zweiter erstmals den Aufstieg in die erstklassige Ligue 1.
Zur Saison 2017/18 wurde er an den Ligakonkurrenten US Quevilly verliehen. Bis zum Saisonende verpasste er lediglich ein Pflichtspiel. In der Liga spielte er 37-mal, wobei er zwei Tore schoss, in der Coupe de la Ligue und im Pokal kam er je einmal zum Einsatz; Quevilly schied in beiden Wettbewerben in der ersten Runde aus.
Nach Leihende kehrte er zur Spielzeit 2018/19 nach Amiens zurück. Er debütierte in der höchsten französischen Spielklasse, der Ligue 1, am 12. August 2018 (1. Spieltag), als er beim 0:2 gegen Olympique Lyon in der Startelf stand. Bis zum Ende der Saison absolvierte er 23 Ligapartien; in der Coupe de la Ligue, in der Amiens im Achtelfinale gegen Olympique Lyon verlor, und im Pokal, in dem man in der 4. Runde ebenfalls gegen Olympique Lyon ausschied, kam er je zweimal zum Einsatz. 
2019/20 spielte er bis zum Februar zehnmal in der Ligue 1, dreimal in der Coupe de la Ligue, in der man diesmal das Viertelfinale erreichte und dort gegen den OSC Lille verlor, und einmal in der 3. Runde des Pokals, als Amiens im Elfmeterschießen gegen Stade Rennes ausschied.
Daraufhin schloss er sich im Winter 2020 auf Leihbasis dem Schweizer Meister BSC Young Boys an. Am 8. Februar, dem 21. Spieltag gab er sein Debüt in der Super League, als er beim 1:0 gegen den FC Sion in der Startelf stand. Bis Saisonende kam er auf 15 Partien in der höchsten Schweizer Spielklasse und drei Spiele im Schweizer Cup. Die Berner gewannen durch ein 2:1 im Finale gegen den FC Basel und dem erneuten Titelgewinn in der Super League erstmals seit 1958 das Double. Nach der Saison wurde der Abwehrspieler fest verpflichtet.
In der folgenden Qualifikation zur UEFA Champions League im August und September 2020 schied der BSC Young Boys nach einem 3:1 gegen den KÍ Klaksvík von den Färöer-Inseln mit 0:3 gegen den zweiten Gegner, den dänischen Meister FC Midtjylland aus, erreichte aber durch ein 3:0 gegen den albanischen Klub KF Tirana die Gruppenphase der UEFA Europa League, die man als Zweiter beendete. In der Zwischenrunde gewann Bern nach Hin- und Rückspiel mit insgesamt 6:3 Toren gegen den deutschen Verein Bayer 04 Leverkusen. Im Achtelfinale verlor man schlussendlich mit insgesamt 0:5 gegen den niederländischen Rekordmeister Ajax Amsterdam. Lefort kam in elf der dreizehn internationalen Partien zum Einsatz.
In der parallel stattfindenden Super-League-Saison spielte er bis zum Saisonende 28-mal, wobei er ein Tor erzielte; im Schweizer Cup wurde er einmal eingesetzt, als die Berner im Achtelfinale dem FC St. Gallen unterlagen. In der Liga gewann YB erneut den Meistertitel.

## Erfolge
BSC Young Boys
- Schweizer Meister 2020, 2021
- Schweizer Cupsieger 2020